# Antonio Badile
Antonio Badile, född omkring 1518 i Verona, död där 1560, var en Italiensk målare, Paolo Veroneses lärare, morbror och svärfar.
Badile tillhörde en gammal artistfamilj. Han bildade en övergång från det äldre veronesiska, av Venedigs konst dock inte oberörda måleriet och hans berömde elevs mer storslagna och friare konstskapelser.